# Kanton Barcillonnette
Kanton Barcillonnette (fr. Canton de Barcillonnette) je francouzský kanton v departementu Hautes-Alpes v regionu Provence-Alpes-Côte d'Azur. Tvoří ho tři obce.

## Obce kantonu
- Barcillonnette
- Esparron
- Vitrolles